# Artelida aurosericea
Artelida aurosericea är en skalbaggsart som beskrevs av Waterhouse 1882. Artelida aurosericea ingår i släktet Artelida och familjen långhorningar.
Artens utbredningsområde är Madagaskar. Inga underarter finns listade.